# Carex lushanensis
Carex lushanensis är en halvgräsart som beskrevs av Georg Kükenthal. Carex lushanensis ingår i släktet starrar, och familjen halvgräs. Inga underarter finns listade i Catalogue of Life.